# Pembapapegaaiduif
De pembapapegaaiduif (Treron pembaensis) is een vogel uit de familie Columbidae (duiven). De vogel werd op 12 januari 1940 door de Britse koloniaal ambtenaar en dierkundige Richard Hercules Wingfield Pakenham verzameld en later beschreven.  Het is een zeldzame, endemische soort duif op Pemba, een eiland in de Indische Oceaan ten oosten van de kust van Tanzania.

## Kenmerken
De soort is 25 cm lang. Het is een vrij kleine, hoog in de boomkronen verblijvend soort papegaaiduif. Volwassen vogels zijn dofgroen met een grijze kop, nek, borst en buik. Op de schouder heeft de vogel een paarse vlek en de veren van de onderstaart en anaalstreek hebben een geschubd patroon met afwisselend groengeel, kastanjebruin en roomkleurig geel.

## Verspreiding en leefgebied
Deze soort komt alleen voor op het eiland Pemba. De vogel komt oorspronkelijk voor in dicht, natuurlijk bos, maar wordt ook gezien in andere terreinen met enig bos of bomen zoals secundair bos, kruidnagelplantages en tuinen en nestelt soms dicht bij menselijke bewoning.

## Status
De pembapapegaaiduif heeft een beperkt verspreidingsgebied en daardoor is de kans op uitsterven aanwezig. De grootte van de populatie werd in 2016 door BirdLife International geschat op 2500 tot 10.000 individuen en de populatie-aantallen nemen af door habitatverlies. Het leefgebied wordt aangetast door ontbossing waarbij natuurlijk bos wordt omgezet in gebied voor agrarisch gebruik. Kruidnagelplantages worden vervangen door andere teelten die minder aantrekkelijk zijn als broedgebied. Daarnaast is de bevolkingstoename op het eiland  erg hoog, wat leidt tot het in cultuur brengen van kleine stukjes bos. Om deze redenen staat deze soort als kwetsbaar op de Rode Lijst van de IUCN.